# Kanton Condé-sur-Vire
Kanton Condé-sur-Vire (fr. Canton de Condé-sur-Vire) je kanton v departementu Manche v regionu Normandie ve Francii. Byl vytvořen při reformě kantonů v roce 2014 seskupením 29 obcí. V květnu 2016 ho tvořilo 19 obcí (vzhledem k procesu slučování některých obcí).

## Obce kantonu (květen 2016)
- Beaucoudray
- Beuvrigny
- Biéville
- Condé-sur-Vire [p 1]
- Domjean
- Fourneaux
- Gouvets
- Lamberville
- Montrabot
- Moyon-Villages [p 2]
- Le Perron
- Placy-Montaigu
- Saint-Amand
- Saint-Jean-d'Elle [p 3]
- Saint-Louet-sur-Vire
- Saint-Vigor-des-Monts
- Tessy-Bocage [p 4]
- Torigni-sur-Vire [p 5]
- Troisgots